# Poliocephalus rufopectus
Poliocephalus rufopectus là một loài chim trong họ Podicipedidae.